# Cák
Cák (németül: Zackenbach) község Vas vármegyében, a Kőszegi járásban.

## Fekvése

A Kőszegi-hegység térképe

A Kőszeghegyalján elhelyezkedő falu Szombathelytől 25 kilométerre északnyugatra, Kőszegtől 6 kilométerre nyugatra fekszik, a Kőszegi-hegység keleti lábánál.
A szomszédos települések: délkelet felől Kőszegdoroszló, dél felől Kőszegszerdahely, délnyugat felől pedig Velem; a legközelebbi város a 6 kilométerre északra fekvő Kőszeg, melynek azonban a község csak lakatlan, erdős külterületeivel határos.

### Megközelítése
Csak közúton közelíthető meg, a Kőszegtől Kőszegszerdahelyig vezető 8719-es úton. Központja vonatkozásában zsáktelepülésnek is tekinthető, mivel az csak az előbbi útról leágazó 87 127-es számú mellékúton érhető el.

## Története
A község területén már a római korban laktak emberek, ezt bizonyítják a határában előkerült római kori sírok. A 8. század végéről származik az a két frank szárnyas vaslándzsa, amit szintén itt találtak.
A mai települést 1279-ben villa Chak néven említik először. Kezdetben a velemi Szent Vid várának tartozéka volt, majd a rohonci uradalomhoz tartozott. A 13. – 14. században a Németújváriak birtoka. 1405-ben Luxemburgi Zsigmond Garai Miklósnak adományozta. A későbbiekben Morgenwerder Jakab, Mátyás király tüzérmestere, a Baumkirchner-család, majd a Batthyányak voltak a birtokosai. 1532-ben a török pusztította, 1573-ban és 1606-ban a keresztény katonaság égette fel a falut. Leégett sok ház, és három egész telkes jobbágy maga is lángok martaléka lett.
Vas vármegye 1857. évi kataszteri térképén "H.N. von Czák" fejléccel, ami minden bizonnyal cáki házszámokra és háztulajdonosokra utal, a következő lista található (a listát a cáki Felső-erdőnél helyezte el a térkép készítője):
| H.N von Czak         | H.N von Czak         | H.N von Czak        |
| -------------------- | -------------------- | ------------------- |
| 1. Héra János        | 21. Kovats Mihály    | 41. Porkolab Karoly |
| 2. Horváth Mihály    | 22. Szalay Márton    | 42. Varga Marton    |
| 3. Héra István       | 23. Héra Mihály      | 43. Gazdok István   |
| 4. Pontos János      | 24. ifj. Héra Mihály | 44. ??? János       |
| 5. Horwath János     | 25. Horváth László   | 45. Molnar János    |
| 6. Abert János       | 26. Horváth János    | 46. Horváth Mihálné |
| 7. Hólósy István     | 27. Molnar István    | 47. Sipos Martonné  |
| 8. Porkolab Istvánné | 28. Szigethi Pál     | 48. Horváth János   |
| 9. Hód István        | 29. Mészáros Ferenc  | 49. Hod István      |
| 10. Sipos István     | 30. ??? István       | 50. Holzman János   |
| 11. Haramia István   | 31. Tóth Ferenz      | 51. Sebestian János |
| 12. Rudy István      | 32. Czigödi István   | 52. Kovats János    |
| 13. Kiss Ferenc      | 33. Gazdag Márton    | 53. Varga Ádám      |
| 14. Héra János       | 34. Nedelski Éva     |                     |
| 15. Horváth István   | 35. Szalay György    |                     |
| 16. Abért Mihály     | 36. Horváth János    |                     |
| 17. Varga István     | 37. Horváth Mihály   | 57. Héra Ádám       |
| 18. Héra Ádám        | 38. Héra Ádám        | ∅ Héra Márton       |
| 19. Abért Sándorné   | 39. Varga János      | ∅ Hod Márton        |
| 20. Gazdag Mihály    |                      |                     |

A községre súlyos csapást jelentett, hogy a szőlőültetvényeket a 19. század második felében kitört filoxérajárvány elpusztította. A lakosság ekkor a gyümölcstermesztésre állt át, melyek közül a legjelentősebb a gesztenyetermesztés volt. A falu északi részén kőbánya működött, illetve fakitermelés jelentett még megélhetést.
Vályi András szerint "CZÁK. Czáka, Czakenbak. Magyar, és elegyes falu Vas Vármegyében, földes Ura Hertzeg Battyáni, Ő Eminentiája, lakosai katolikusok, fekszik a’ Köszegi járásban, Szerdahelynek szomszédságában, földgye soványas, határja szoross, bora meglehetős, eladásra jó alkalmatossága lévén, második Osztálybéli."
Fényes Elek szerint "Czák, magyar falu, Vas vmgyében, a rohonczi uradalomban, 183 k., 176 evang. lak. Van szőlőhegye, erdeje. Ut. p. Kőszeg."
Vas vármegye monográfiája szerint "Czák magyar falu, 57 házzal és 291 r. kath. és ág. ev. lakossal. Postája és távírója Kőszeg. A község a XIII. században Szt.-Vid várához tartozott és Németujvári Miklós volt a földesura. A község utczáján egy csermely folyik végig, mely a falu erdejében ered. Határában két kőbánya van. A rohonczi uradalomhoz tartozott."
1910-ben Cáknak 313 magyar lakosa volt. Vas vármegye Kőszegi járásához tartozott.
1940-ig a település neve Czák volt, majd egyszerűsödött a ma használatos elnevezésre. A községben 1960-ig egyéni gazdálkodás folyt. Az 1951-ben alakult TSZ Kőszegdoroszlón kezdte meg működését, majd 1968-ban Kőszeg-Hegyalja MTSZ néven folytatta a környező 5 faluban: Cák, Kőszegszerdahely,  Kőszegdoroszló, Velem, Bozsok területén a gazdálkodást.
1950-ben felső iskola épült. 1960-tól körzeti orvos van a községben. A temető ravatalozója 1972-ben készült el. 1980. szeptember 1-jén megszűnik az alsó tagozatosra szűkült iskola és Kőszegszerdahelyre költözik. 1980-ban megalakult a Kőszegi Tájvédelmi Körzet, 1997-ben alapító tagja az Írottkő Natúrparknak.
A falut a természeti katasztrófák sem kerülték el: 2009. június 24-én például, egy másfél napos esőzést követően a Kőszegi-hegységből lezúduló árvíz több utcát és hidat megrongált.

## Közélete

### Polgármesterei
- 1990–1994: Ördög László (független)[9]
- 1994–1998: Tóth Miklós (SZDSZ)[10]
- 1998–2002: Pontyos György (független)[11]
- 2002–2006: Pontyos György (független)[12]
- 2006–2010: Pontyos György (független)[13]
- 2010–2014: Paukovics Józsefné (független)[14]
- 2014–2019: Paukovics Józsefné (független)[15]
- 2019–2024: Tóth Szabolcs (független)[16]
- 2024– : Tóth Szabolcs (független)[1]

## Népesség
A település népességének változása:
| Lakosok száma | 285  | 271  | 259  | 268  | 286  | 293  | 299  |
|               | 2013 | 2014 | 2015 | 2021 | 2022 | 2023 | 2024 |

A 2011-es népszámlálás során a lakosok 91,6%-a magyarnak, 11,7% németnek, 0,7% cigánynak mondta magát (7,7% nem nyilatkozott; a kettős identitások miatt a végösszeg nagyobb lehet 100%-nál). A vallási megoszlás a következő volt: római katolikus 51,8%, református 3,3%, evangélikus 13,1%, felekezet nélküli 11,3% (17,9% nem nyilatkozott).
2022-ben a lakosság 84,3%-a vallotta magát magyarnak, 2,1% németnek, 1% szerbnek, 0,7% egyéb, nem hazai nemzetiségűnek (15,4% nem nyilatkozott; a kettős identitások miatt a végösszeg nagyobb lehet 100%-nál). Vallásuk szerint 40,2% volt római katolikus, 8,7% evangélikus, 3,8% református, 0,7% görög katolikus, 2,1% egyéb keresztény, 0,3% egyéb katolikus, 9,4% felekezeten kívüli (33,6% nem válaszolt).

## Nevezetességei

### Szent Péter és Pál római katolikus templom
1697-ben már Kőszegszerdahely filiája és ekkor már van egy leromlott temploma. Az egyházi birtokait az uradalom foglalta el. 1733-ban arról értesülünk, hogy a régi Szent Péter és Pál templomból már csak egy torony áll. 1757-ben még romladozó régi tornya látszik, de 1786-ban már sem temploma sem papja nem volt Cáknak.
1894 őszén Szombathelyi Hidasy Kornél megyés püspök szentelte fel a Szent Péter és Pálnak titulált katolikus templomot, amelynek  tervezője Ludwig Schöne bécsi építész.
A Kőszeg és Vidéke 1894. 47.02.2. számában így ír: "A templom munkálkodott: Schapfer Pál, Paller András, Lauringer János, Wilfinger József, Petán Mátyás, Tangl Adolf, Güntner János, Eberhard Sándor és Huber József, Gál József, Gruber Adolf, Lemke Károly....
A mellékoltár a czáki nők gyűjtésének eredménye, úgy a szép zászló is. Az egyházi ruhákat a szerdahelyi plébános szerezte. Az új csillárt pedig özv. Weiszenbeckné asszony Kőszegről ajándékozta..." Dr. Seregély István kőszegszerdahelyi plébánosi szolgálata (1974-1981) idején, a plébániához tartozó többi templommal együtt, a cáki templomot is felújították 1976-ban. Dr. Seregély István irányításával a Kőszegszerdahely, Velem, Cák és Kőszegdoroszló lakói olyan időszakban újították fel a templomokat, amikor a hivatalos körök azokat feleslegesnek tartották. A templom legújabb felújítása pedig 2012 augusztusában fejeződött be.

### Cáki pincesor
Szabadtéri Néprajzi Múzeumát az ősi műemlék pincesor alkotja. A 18. – 19. századi talpgerendás, boronafalú, előreugró tetőszerkezetű, zsúppal fedett épületeket kezdetben bor, majd később gyümölcs tárolására használták.

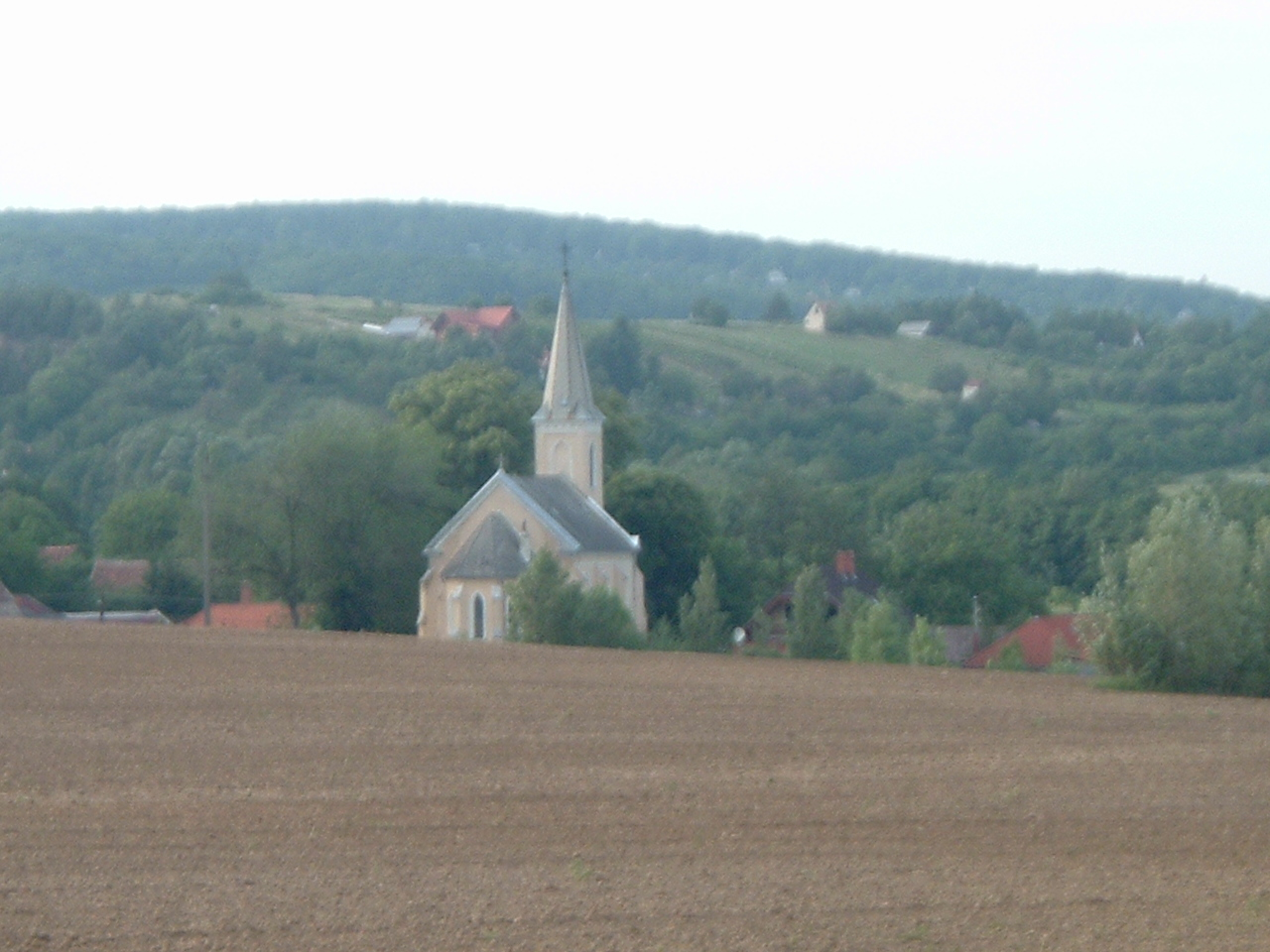
Cák látképe Kőszegszerdahely felől
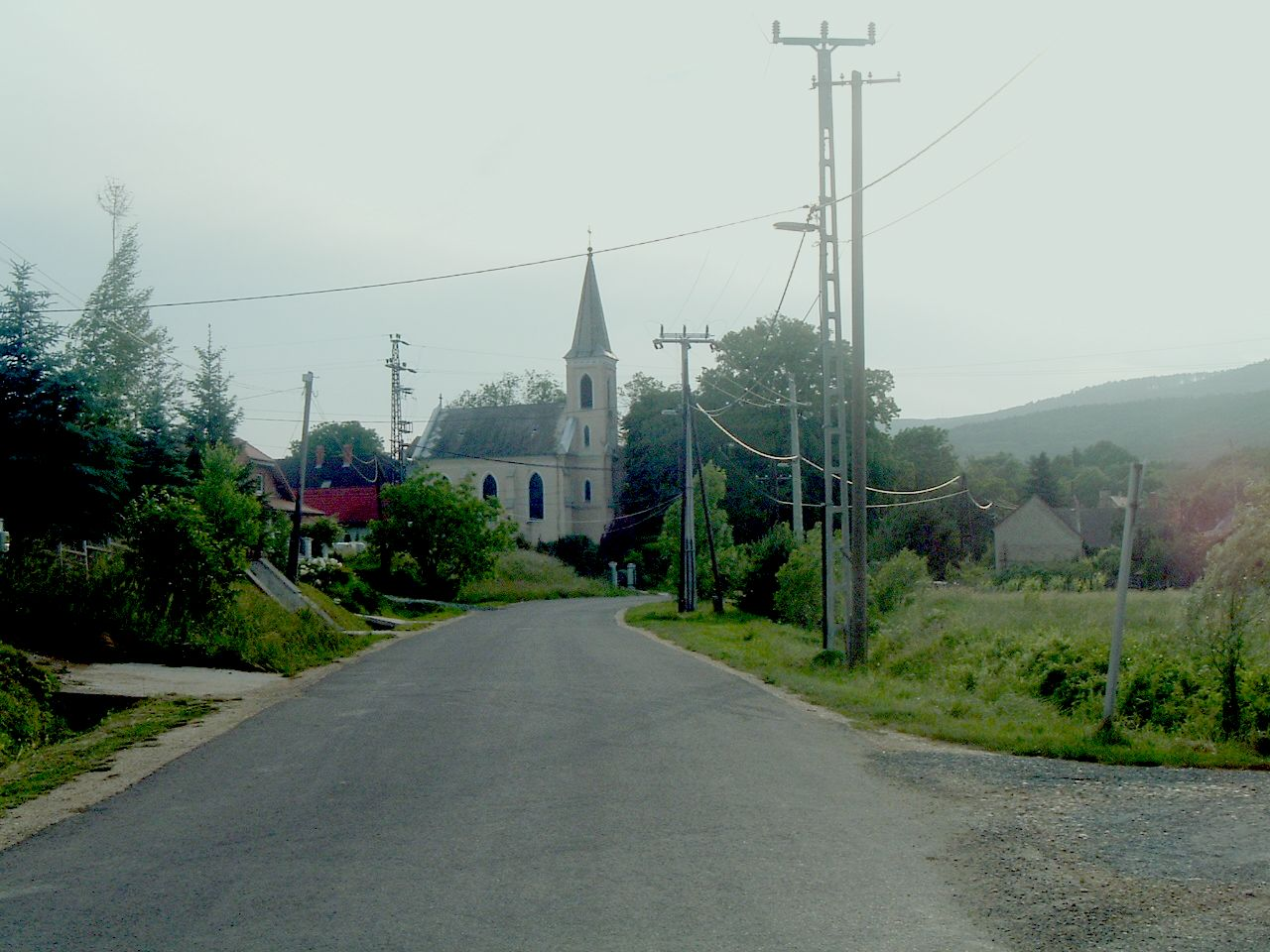
Cák főutcája a templommal
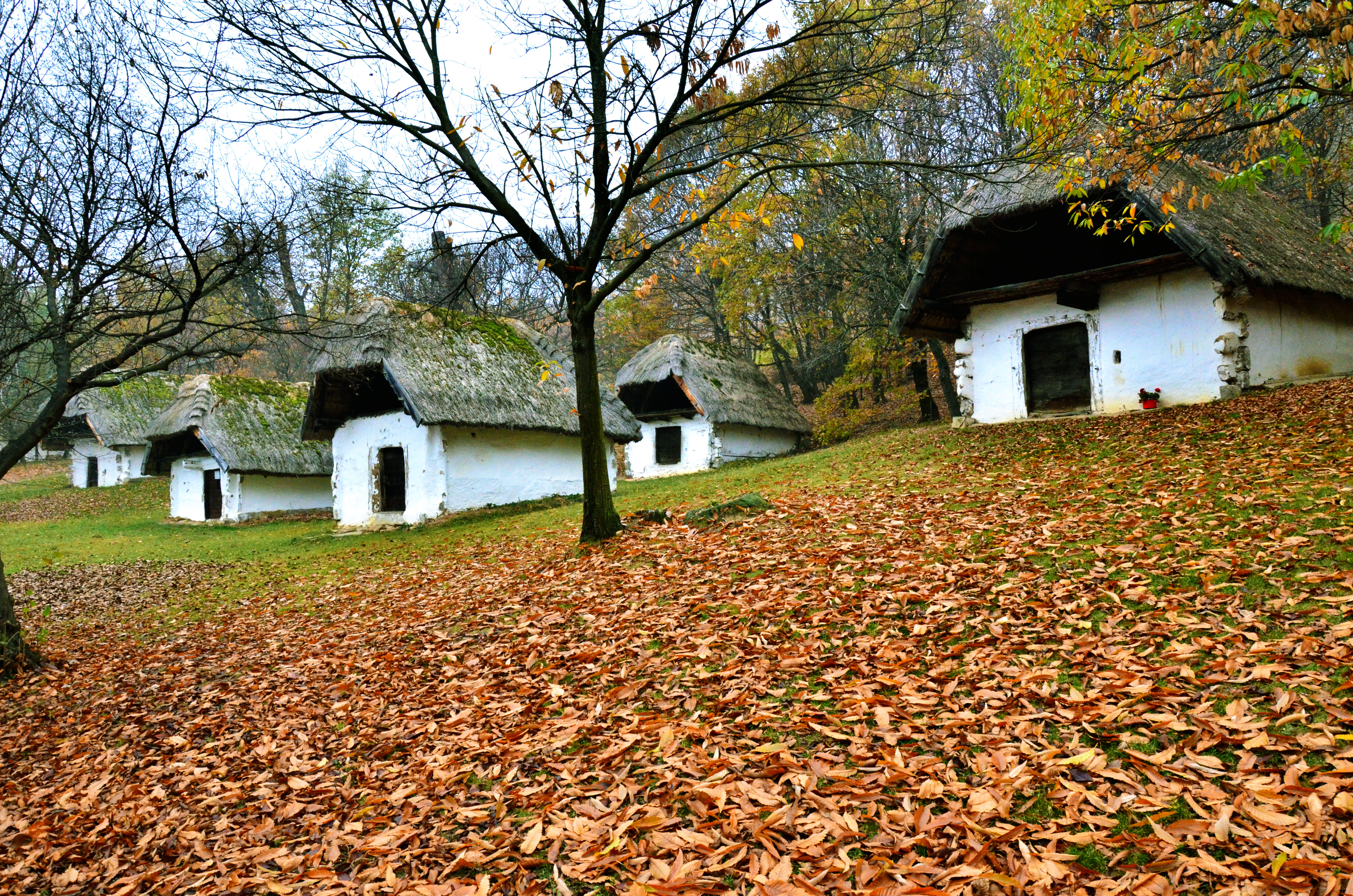
A pincesor

## További információk

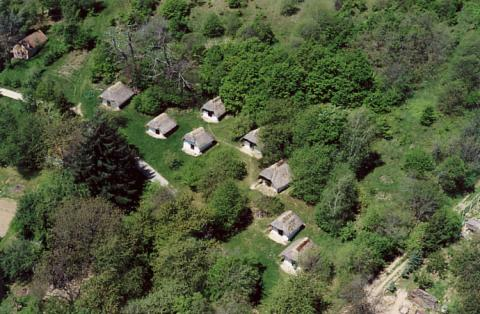
Cák légifotója